# Шандунски проблем
Шандунският проблем (традиционен китайски: 山東問題, опростен китайски: 山东问题, пинин: Shāndōng wèntí) е нарицателно за несъгласието на Китай с член 156 от Версайския мирен договор от 1919 г. относно статута на германската концесия в провинция Шандун.
По време на Първата световна война Китай подпомага Съглашението (виж. Китайски трудов корпус) в замяна на закриването на германската концесия на полуостров Шандун с главния град Циндао.
През 1915 г. Китай подписва под натиск т.нар. „Тринадесет искания“ (ревизиран вариант на първоначалните „Двадесет и едно искания“), според които се съгласява с преминаването на германските владения под японско управление. Това е потвърдено и с тайното споразумение между Великобритания и Франция от една страна и Япония от друга на Парижката мирна конференция от 1919 г.
Още в края на 1918 г. Китай потвърждава трансфера на суверенитет и приема концесионни плащания от страна на Япония, но през 1919 г., според условията на Версайския договор, германските владения официално преминават под контрола на Япония, вместо да бъдат върнати на Китай.
На Парижката мирна конференция китайските представители отричат по-ранните спогодби с Япония и печелят подкрепата на американския президент Удроу Уилсън. Китайският посланик във Франция, Уелингтън Ку, дава да се разбере, че Шандун не може да бъде предаден, най-малкото защото това е родното място на Конфуций. Въпреки неговите искания за връщането на суверенитета на Китай, японската страна е непреклонна в своите искания и надделява. Това поражда масово обществено недоволство, което прераства в Движението „Четвърти май“, а Китай не подписва Версайския мирен договор, и вместо това подписва сепаративен мир с Германия на 20 май 1921 г. (виж. Китайско-германски мирен договор). Договорът е подписан в Пекин с цел да урегулира възстановяването на мира между двете държави, като същевременно не се признава преминаването на бившите германски колониални владения в Китай в японски ръце.
Шандунският проблем се разрешава с посредничеството на САЩ през 1922 г., по време на Вашингтонската конференция по разоръжаването. Въпреки че Китай си връща суверенитета върху провинцията, Япония запазва икономическото си влияние, свързано с железопътните линии.